# Oshere
Oshere fue un rey de Hwicce, posiblemente de manera conjunta con su presunto hermano Osric, y (tal vez después de Osric) con Æthelmod, Æthelheard, Æthelweard, Æthelberht, y Æthelric.
Parece haber emitido un diploma en el año 680.
Aún reinaba en 693, cuando escribió una carta a la Abadesa Cuthswith, atestiguada por sus hijos Æthelheard, Æthelweard, Æthelberht, y Æthelric. Ecgbuth era una monja Benedictina, posiblemente su hermana. Ella lamenta de su muerte en una carta a Bonifacio, en 717, y que su "hermana" Wehtburh está encarcelada en Roma.